# The Quatermass Experiment
The Quatermass Experiment fue un programa televisivo de ciencia ficción británico emitido por la BBC Televisión en el verano de 1953 y readaptado por la BBC Four en 2005. Ambientada en el futuro próximo en el contexto del desarrollo del programa espacial británico, cuenta la historia de los primeros vuelos tripulados al espacio, supervisados por el profesor Bernard Quatermass del Grupo británico experimental de cohetes. Cuando regresa a la Tierra la primera nave espacial que llevó exitosamente a la primera tripulación, faltan dos de los tres astronautas y el tercero se comporta de manera extraña. Se hace evidente que una presencia extraterrestre entró en la nave durante su travesía y Quartermass y sus colegas deben evitar que este ente destruya el mundo.
Originalmente, la serie contaba con seis episodios de media hora cada uno. Fue la primera producción de ciencia ficción que fue escrita especialmente para una audiencia televisiva adulta. Las producciones previas escritas para la televisión, como Stranger from Space (1951–1952), estaban dirigidas a un público infantil; mientras que las incursiones adultas al género fueron adaptadas de fuentes literarias, tales como R.U.R. (1938 y nuevamente en 1948) y La máquina del tiempo (1949). Esta serie fue la primera de cuatro producciones sobre Quatermass que fueron emitidas en la televisión británica entre 1953 y 1979.
Además de contar con varios remakes y secuelas, The Quatermass Experiment inspiró a muchos de los programas de ciencia ficción que siguieron, en particular en el Reino Unido, donde influyó exitosamente series tales como Doctor Who y Sapphire y Steel. También influyó en los éxitos de Hollywood 2001: A Space Odyssey y Alien, el octavo pasajero.

## Producción
La serie fue escrita por el guionista de la BBC Televisión Nigel Kneale, que había sido un actor y escritor premiado antes de unirse a la BBC. El director de la sección dramática de la BBC Televisión, Michael Barry, había comprometido la mayor parte de su presupuesto original para guiones de ese año en emplear a Kneale. Su interés por la ciencia, en particular, por la idea de que la 'ciencia podía ir mal', llevó a Kneale a escribir The Quatermass Experiment. El proyecto se originó cuando surgió un espacio en el horario de la BBC para una serie de seis semanas que fuera emitida los sábados por la noche en el verano de 1953 y la idea de Kneale era llenarlo con «una [historia] desconcertante, más que terrible».
Rudolph Cartier, uno de los directores más respetados de la BBC, dirigió la serie. Él y Kneale habían colaborado en la producción Arrow to the Heart y trabajaron juntos en la historia inicial para adaptarla a los métodos de producción televisiva de la época. Kneale dijo haber escogido el apellido inusual de su protagonista al azar de una guía telefónica de Londres. Escogió el nombre del personaje, Bernard, en honor al astrónomo Bernard Lovell. Los títulos propuestos para la producción fueron El ingénito y ¡Trae algo de regreso...!, siendo el último una línea de diálogo en el segundo episodio. Kneale no había término de escribir los últimos dos episodios de la serie cuando el primero de ellos fue emitido. La producción tuvo un presupuesto total de £4000. El tema musical empleado fue Marte, el portador de la Guerra de la obra The Planets, escrita por Gustav Holst.
Cada episodio era ensayado de lunes a viernes en la Casa del Movimiento estudiantil en Gower Street en Londres, con ensayos ante cámara teniendo lugar todos los sábados antes de la transmisión. Los episodios fueron transmitidos en vivo —con algunos segmentos prefilmados en película de 35 mm insertados antes y durante el período de ensayos— desde el Estudio A de los estudios de televisión originales de la BBC en Alexandra Palace en Londres. Fue uno de los últimos grandes dramas en ser transmitidos desde el Palace, ya que la mayor parte de la producción televisiva fue pronto trasladada a los Estudios Lime Grove y fue realizado usando las cámaras de televisión más antiguas de la BBC, las Emitrons, instaladas con la inauguración de los estudios de Alexandra Palace en 1936. Estas cámaras le dieron una imagen de mala calidad, con áreas de blanco y negro sombreando a lo largo de porciones de la imagen.
The Quatermass Experiment fue emitido semanalmente cada sábado por la noche del 18 de julio al 22 de agosto de 1953. El primer episodio ("Contacto ha sido establecido") fue trasmitido de 8.15 a 8.45 p. m.; el segundo ("Personas dadas por desaparecidas"), 8.25–8.55 p. m.; el tercer y cuarto episodio ("Conocimiento muy especial" y "Se cree que está sufriendo"), 8.45–9.15 p. m.; y los dos episodios finales ("Una especie no identificada" y "Estado de emergencia") de 9.00 a 9.30 p. m. Debido a las actuaciones en vivo, cada episodio sobrepasó levemente su ranura, de dos minutos (segundo episodio) a seis (sexto episodio). El tiempo rebasado del episodio final fue ocasionado por una interrupción temporal en la transmisión para sustituir un micrófono fallado. Posteriormente, Kneale sostuvo que los controladores de transmisión de la BBC habían amenazado con sacarlo fuera del aire durante un período significativo, a lo que Cartier replicó "¡Solo déjalos intentarlo!" Alguna documentación de la BBC sugiere que, al menos, una región transmisora interrumpió la emisión del episodio final.
La BBC tuvo la intención de que cada episodio fuera telegrabado en película de 35 mm, un proceso relativamente nuevo que permitía la preservación de las emisiones en vivo. La venta de la serie había sido provisionalmente acordada con la Canadian Broadcasting Corporation y Cartier quería que el material estuviera disponible para ser usado en avances y resúmenes. Solo fueron grabadas copias de mala calidad de los dos primeros episodios antes de que la idea fuera abandonada, aunque el primero de estos fue posteriormente presentada en Canadá. Durante el telegrabado del segundo episodio, un insecto se posó en la cámara que estaba filmando y puede ser visto en la imagen por varios minutos. Es altamente improbable que material del tercer al sexto episodio de la serie sea alguna vez recuperado de los archivos de la BBC. Los dos episodios existentes son los ejemplos sobrevivientes más antiguos de una producción dramática británica en múltiples episodios y uno de los primeros ejemplos existentes de la televisión dramática británica, con solo pocos programas únicos sobrevivientes.
En noviembre de 1953, se sugirió que los dos episodios existentes podían ser combinados y seguidos de una producción en vivo condensada de la última parte de la historia para una repetición de la serie especial por Navidad; sin embargo, la idea fue descartada. A pesar de que Cartier y la estrella Reginald Tate estaban dispuestos a hacer una versión de toda la producción para la televisión, esta propuesta no llegó a buen término. En 1963, uno de los episodios existentes fue seleccionado como representante de la programación británica temprana para el Festival de Televisión Mundial celebrado en el National Film Theatre en Londres.